# Železnica, Grosuplje
Železnica este o localitate din comuna Grosuplje, Slovenia, cu o populație de 12 locuitori.